# Indosphaera feae
Indosphaera feae är en mångfotingart som beskrevs av Carl Graf Attems 1935. Indosphaera feae ingår i släktet Indosphaera och familjen Zephroniidae. Inga underarter finns listade i Catalogue of Life.